# No Te Va Gustar
No Te Va Gustar ist eine uruguayische Rockband.

## Geschichte
No Te Va Gustar (übersetzt: „Wird dir nicht gefallen“) gründeten sich im Jahre 1994. Am Anfang waren sie ein klassisch besetztes Rock-’n’-Roll-Trio. 1997 änderte sich das Konzept der Gruppe. Blasinstrumente und Perkussion wurden genauso eingebaut wie neue Rhythmen: Reggae, Candombe, Murga, Salsa und Ska. Genau diese Fusion unterschiedlicher Einflüsse sollte eines der charakteristischen Merkmale des NTVG-Sounds werden. Mittlerweile holten sie in Uruguay zweimal Platin und spielen an Festivals vor 20.000 Zuschauern. Gerade in Uruguay hat sich seit Mitte der 90er Jahre eine sehr präsente Szene alternativer Rockmusik gebildet, die auch durch Bands wie La Vela Puerca oder Abuela Coca vertreten wird.
Ende 2006 gab es einen Mitgliederwechsel: Mateo Moreno (Bass, auch am Songwriting beteiligt) und Pablo Abdala (Schlagzeug) verließen die Band. Am 14. Juli 2012 verstarb Keyboarder Marcel Curuchet in New York, wo die Band sich anlässlich eines Konzerts im Rahmen einer Tournee aufhielt, an den Folgen eines Motorradunfalls.

## Diskografie

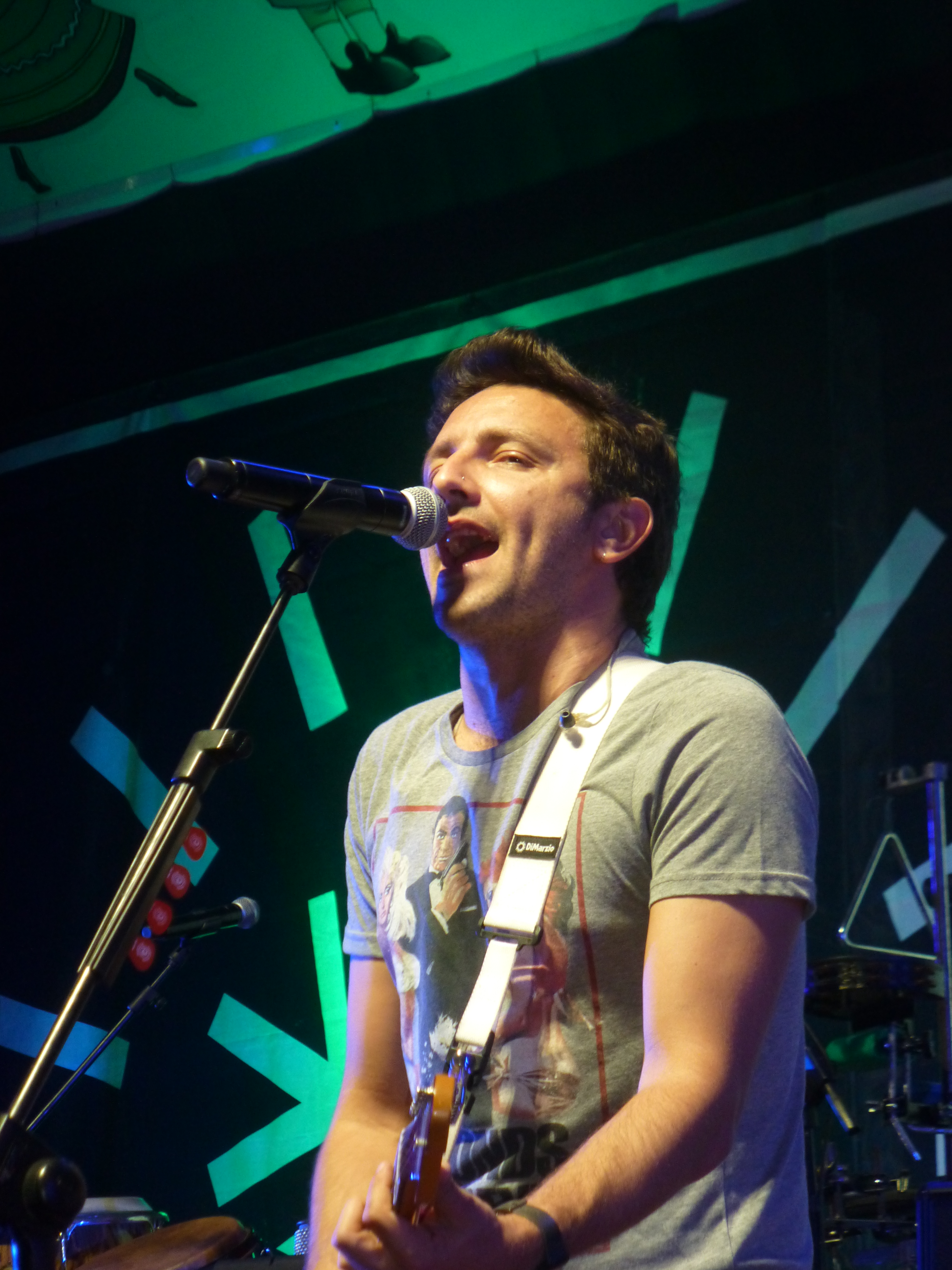
Emiliano Brancciari, Sänger der Band.

### Alben
- Solo De Noche (1999 Barca; 2005 Übersee Records)
- Este Fuerte Viento Que Sopla (2002 Bizarro Records / Barca; in Deutschland als Import erhältlich, UY: ×2Doppelplatin )[2]
- Aunque Cueste Ver El Sol (2004 Barca; 2006 Übersee Records, UY: ×2Doppelplatin )[3]
- MVD 05/03/05 (2005, UY: Gold)[4]
- Todo Es Tan Inflamable (2006 Barca; Juni 2007 Übersee Records)
- El Camino Más Largo (2008 Barca; 2010 Übersee Records)
- Por lo Menos Hoy (2010)
- Público (2012)
- El calor del pleno invierno (2012, UY: ×3Dreifachplatin )[5]
- El tiempo otra vez avanza (2014, UY: ×2Doppelplatin )[6]
- En Vivo Buenos Aires - Live (2014)
- Suenan las alarmas (2017)
- Otras canciones (Bizarro Records, 2019)

### Videoalben
- MVD 05/03/05 (2006)
- TAN (2007)
- Público (2012)
- El Verano Siguiente (2014, UY: Platin)[7]